# Tuliszków (gromada)
Tuliszków – dawna gromada, czyli najmniejsza jednostka podziału terytorialnego Polskiej Rzeczypospolitej Ludowej w latach 1954–1972.
Gromady, z gromadzkimi radami narodowymi (GRN) jako organami władzy najniższego stopnia na wsi, funkcjonowały od reformy reorganizującej administrację wiejską przeprowadzonej jesienią 1954 do momentu ich zniesienia z dniem 1 stycznia 1973, tym samym wypierając organizację gminną w latach 1954–1972.
Gromadę Tuliszków siedzibą GRN w mieście Tuliszkowie (nie wchodzącym w skład gromady) utworzono – jako jedną z 8759 gromad na obszarze Polski – w powiecie tureckim w woj. poznańskim, na mocy uchwały nr 39/54 WRN w Poznaniu z dnia 5 października 1954. W skład jednostki weszły obszary dotychczasowych gromad Dryja, Gadowskie Holendry, Kiszewy, Krempa, Nowy Świat, Piaski, Sarbicko i Zadworna ze zniesionej gminy Tuliszków w tymże powiecie. Dla gromady ustalono 25 członków gromadzkiej rady narodowej.
1 stycznia 1959 do gromady Tuliszków włączono obszar zniesionej gromady Tarnowa w tymże powiecie.
1 stycznia 1960 do gromady Tuliszków włączono obszar zniesionej gromady Smaszew w tymże powiecie.
31 grudnia 1961 z gromady Tuliszków  wyłączono części obszarów wsi i kolonii Krempa, Piaski, Nowy Świat, Sarbicko i Zadworna, włączając je do miasta Tuliszków w tymże powiecie; do gromady Tuliszków  włączono natomiast północne tereny Tuliszkowa, przylegające do gruntów wsi Dobory i Krempa.
1 stycznia 1970 do gromady Tuliszków włączono 386,94 ha z miasta Tuliszków w tymże powiecie.
31 grudnia 1971 do gromady Tuliszków włączono obszar zniesionej gromady Grzymiszew w tymże powiecie.
Gromada przetrwała do końca 1972 roku, czyli do kolejnej reformy gminnej. 1 stycznia 1973 w powiecie tureckim reaktywowano gminę Tuliszków.